# 倫島

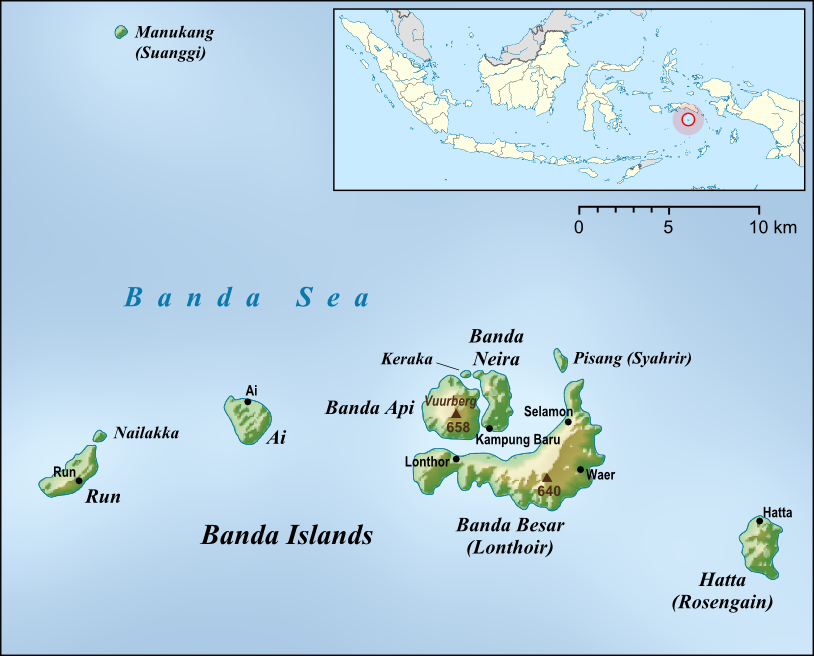
倫島位於班達群島西部

倫島（Run）是印度尼西亚摩鹿加群岛班達群島中最小的岛屿之一。1616年，由于懼怕荷兰人，倫島上的土著人選擇向英国东印度公司的雇员宣誓效忠，英国东印度公司代表英國王室接受了土著居民的效忠。在17世纪，由于香料肉豆蔻的价值，倫島有著重要的经济地位。
第二次英荷戰爭（1665-1667年）后，英国和荷蘭共和國在《布雷达条约》中確認英国人將繼續佔有曼哈頓，并将曼哈頓上的城市新阿姆斯特丹更名为纽约。同時英國將倫島移交给荷兰人。1810年，英國人攻占荷蘭人控制的香料群岛，1817年，英國人將肉豆蔻树引入到锡兰、格林纳达、新加坡等英国殖民地，导致荷兰在香料贸易中的霸主地位有所下降。1949年，荷属东印度獨立，印度尼西亞成立後，倫島則交由印度尼西亞控制，如今倫島上仍存在著肉豆蔻树。